# Exaerete frontalis
Exaerete frontalis es una especie de abeja de la familia Apidae y de la tribu de las abeja de las orquídeas (Euglossini). Se distribuye desde Brasil hasta  México, con un rango altitudinal que va del nivel del mar hasta los 1600 m de altitud. Exaerete lepeletieri es considerada por algunos autores como sinónimo de E. frontalis, aunque otros sostienen su validez.
Es de color verde metálico y mide unos 25 mm. Se diferencia de otras especies de su género por tener una protuberancia en el hipoepimerón (placa debajo de la unión de las alas delanteras), otra protuberancia en el centro de la frente, y el centro del escutelo liso.
Como las demás especies de su género, es una cleptoparásita de nidos de otras abejas de las orquídeas (géneros Eufriesea y Euglossa) y se sabe que parasita los nidos de la especie Eulaema mariana. Ambos sexos visitan flores de Hibiscus rosa-sinensis, Thevetia ahouia, Mandevilla, Dimerocostus strobilaceous y Costus. Se han registrado machos visitando las siguientes orquídeas: Aspasia principissa, Catasetum viridiflavum, Cochleantes lipscombiae, Cycnoches aureum y Notylia pentachne.